# Nomada zamoranica
Nomada zamoranica là một loài Hymenoptera trong họ Apidae. Loài này được Cockerell mô tả khoa học năm 1949.